# Ganisa pallida
Ganisa pallida är en fjärilsart som beskrevs av Butler 1881. Ganisa pallida ingår i släktet Ganisa och familjen Eupterotidae. Inga underarter finns listade i Catalogue of Life.